# Le Carreau
 (mars 2025).
 (mars 2025).
Motif : Malgré un lien interwiki : sources suffisantes ? notoriété démontrée ?
- Archive Wikiwix
- Bing
- Cairn
- DuckDuckGo
- E. Universalis
- Gallica
- Google
- G. Books
- G. News
- G. Scholar
- Persée
- Qwant
- (zh) Baidu
- (ru) Yandex
- (wd) trouver des œuvres sur Wikidata

| 1. | Préciser le motif de la pose du bandeau. | Précisez le motif de la pose du bandeau en utilisant la syntaxe suivante : {{admissibilité à vérifier\|date=mars 2025\|motif=remplacez ce texte par le motif}}                  |
| 2. | Informer les utilisateurs concernés.     | Pensez à avertir le créateur de l'article, par exemple, en insérant le code ci-dessous sur sa page de discussion : {{subst:avertissement admissibilité à vérifier\|Le Carreau}} |

Le Carreau - Scène nationale de Forbach et de l'Est mosellan est un théâtre situé dans la ville frontalière française de Forbach, dans le département de la Moselle, en région Grand Est.

## Histoire
Le théâtre a été fondé en 1996 en tant que Scène nationale. L'objectif des quelque 70 théâtres nationaux en France est un travail culturel décentralisé et interdisciplinaire et la promotion des arts de la scène dans la région.
Le programme comprend des pièces de théâtre, des performances, de la danse, du théâtre de figures/objets, des concerts et des ateliers de théâtre. Il existe des festivals de théâtre et des projets scolaires.
En 2013, la grande salle a été dédiée à Bertolt Brecht et la petite salle à Heiner Müller pour souligner la dimension transfrontalière de la scène nationale.
En 2019, des rénovations pluriannuelles ont commencé, du bâtiment construit en 1984.

## Rénovations récentes
Les importants travaux de rénovation, menés entre 2020 et 2023, ont été inaugurés le 2 février 2024. D'un montant de 6,1 millions d'euros, ils ont reçu un soutien de l'État à hauteur de 1,5 million d'euros.
Le bâtiment, conçu par l'architecte Guy Bourdon et inauguré en 1984, nécessitait une importante modernisation pour mieux répondre aux besoins d'une scène nationale. La rénovation a porté sur plusieurs aspects, notamment :
- La création d’un nouvel espace de circulation et d’un sas d’entrée.
- La refonte technique et scénographique de la salle Bertolt Brecht (environ 600 places).
- L’extension des gradins et l’amélioration technique de la salle Heiner Müller (150 places).
- L’optimisation des espaces pour les artistes (loges, foyers, salles de répétition).
- L’amélioration de la performance énergétique avec isolation thermique, vitrage performants et éclairage LED.

Le Carreau, dirigé depuis 2020 par Grégory Cauvin, s’inscrit dans un projet culturel ambitieux au cœur du Bassin Houiller Lorrain, une région transfrontalière densément peuplée.

## Salles
- La salle Bertolt Brecht : grande salle pour 593 spectateurs, 25 mètres d'ouverture de scène et 18 mètres de hauteur
- La salle Heiner Müller : petite salle pour 150 spectateurs

## Actions culturelles
Le Carreau propose de nombreuses activités en parallèle de sa programmation, notamment :
- Des ateliers de pratique artistique destinés aux amateurs et aux scolaires.
- Des résidences d'artistes favorisant la création contemporaine.
- Des rencontres et échanges avec les artistes autour des spectacles.
- Un travail de médiation culturelle en lien avec les établissements scolaires et les structures sociales de la région.

Le projet du Carreau met en avant une programmation contemporaine variée, incluant des spectacles hors les murs et des collaborations transfrontalières (Allemagne, Luxembourg, Suisse). Le festival Loostik, manifestation franco-allemande pour le jeune public, fait partie des initiatives phares.
Le Carreau favorise une approche inclusive et participative avec des projets comme "Les pastilles créatives" et "Le Klub" (rendez-vous nocturne). Il cherche à renforcer les dynamiques de coopération culturelle et sociale dans un territoire en mutation post-industrielle.